# Consagración del mundo al Corazón Inmaculado de María

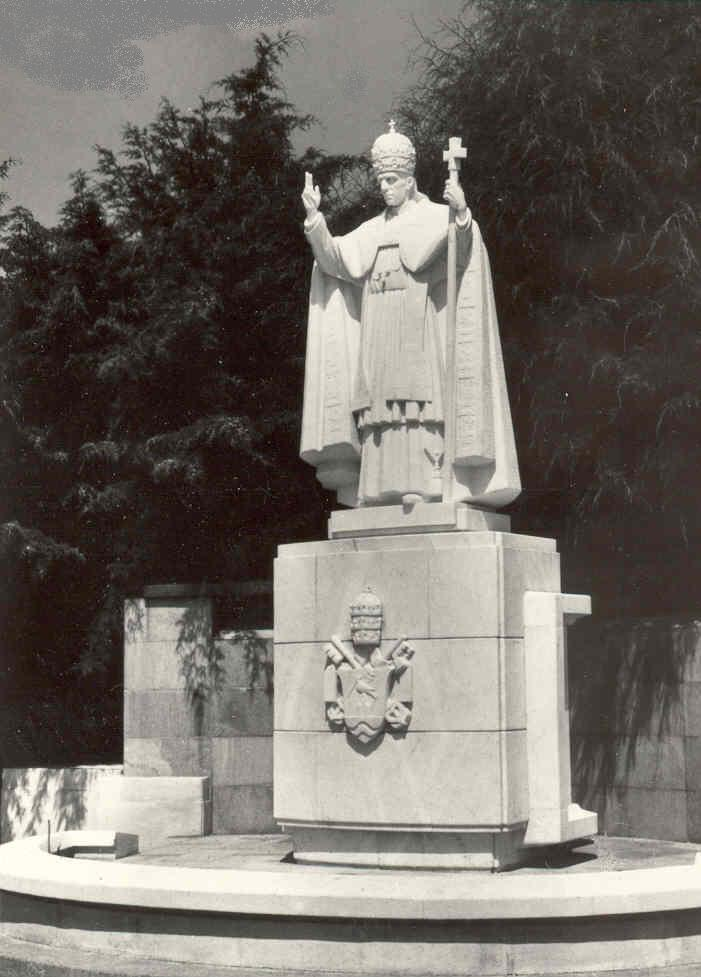
Monumento dedicado al papa Pío XII en el Santuario de Fátima.

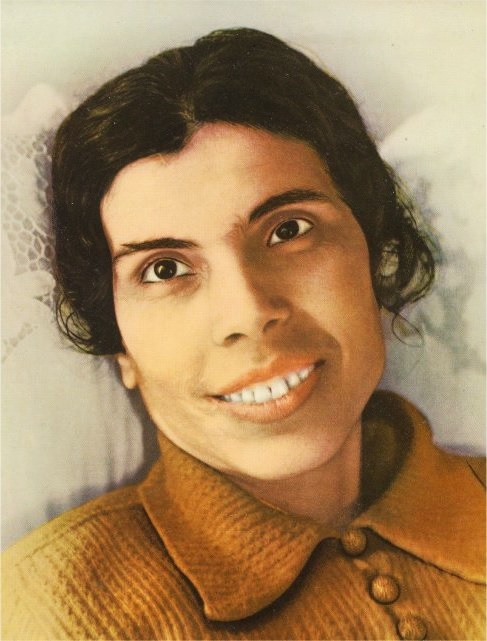
Beata Alexandrina de Balazar fue la gran mensajera de Jesús para la petición de Consagración del Mundo al Corazón Inmaculado de María realizada por el papa Pío XII.

La consagración del mundo al Inmaculado Corazón de María fue un acto de consagración realizado por el papa Pío XII el 31 de octubre de 1942, a raíz de las peticiones que le dirigió Alejandrina de Balazar desde Portugal, y ocurrió justo antes de los principales puntos de inflexión de la Segunda Guerra Mundial. El pontífice dedicó a la Virgen María no sólo a la Iglesia católica, sino a toda la humanidad.
La solemne consagración al Inmaculado Corazón de María fue pronunciada en un momento crítico de la Segunda Guerra Mundial. Bajo el mando de Erwin Rommel, las tropas alemanas habían conquistado partes estratégicas del norte de África y avanzaban hacia el Canal de Suez. En el Teatro Asiático-Pacífico, las fuerzas imperiales de Japón ocupaban territorios cada vez más extensos, mientras que la Unión Soviética sufría la continua expansión de la invasión alemana. Ante tal situación, Pío XII, al igual que sus predecesores, puso su confianza en la oración. El 31 de octubre de 1942, convocó una cruzada de oración a la Reina de la Paz, porque sólo ella podía ayudar. A continuación, consagó a todo el género humano, especialmente Rusia, al Corazón Inmaculado de María.

## Contexto histórico
Desde principios del siglo XX, la Santa Sede recibió muchas peticiones para que el mundo fuera consagrado al Inmaculado Corazón de María. Un acto de consagración a María es esencialmente un acto de consagración a Jesús a través de María. Según Pío XII, "tiende esencialmente a la unión con Jesús, bajo la guía de María" 
Alexandrina Maria da Costa, de Balazar, fue una mística portuguesa que informó de muchas apariciones privadas, mensajes y profecías recibidas de Jesús y de la Virgen María. En junio de 1938, su director espiritual, Mariano Pinho, dirigió un retiro en Fátima, Portugal, para los obispos portugueses, al final del cual los obispos enviaron una petición a Pío XI proponiéndole la consagración del mundo. Ellos mismos habían consagrado Portugal en mayo de 1931. Esta petición fue renovada varias veces. La Santa Sede decidió consultar al arzobispo de Braga.

Pío XII, tenía una particular devoción a la Virgen. El 31 de octubre de 1942, el papa transmitió un discurso radiofónico, titulado Benedicite Deum, a miles de peregrinos que habían acudido al Santuario de Fátima para celebrar el 25.o aniversario del Milagro del sol. Recordando las bendiciones que han llegado a Portugal a través de María, Pío XII llamó a una cruzada de oración a Nuestra Señora de la Paz, y afirmó que sólo su intercesión podría salvar la situación. Concluyó su discurso consagrando el mundo entero al Inmaculado Corazón de María.
Finalmente, así como la Iglesia y todo el género humano fueron consagrados al Corazón de tu Jesús, . ...así, de la misma manera, quedan desde ahora perpetuamente consagrados a ti, a tu Corazón Inmaculado, oh Madre nuestra y Reina del mundo: para que tu amor y tu protección aceleren el triunfo del reino de Dios.
El propio Pío XII renovó de nuevo la consagración el 8 de diciembre de 1942 en la basílica de San Pedro.

## Texto de la consagración
Una parte del texto es la siguiente:

Nuestra Señora del Rosario, Reina del Santísimo Rosario, Auxilio de los cristianos, Refugio de los hombres, Vencedora de todas las grandes batallas de Dios. Ante tu trono suplicante nos postramos, seguros de obtener misericordia y de encontrar gracia y ayuda oportuna en las presentes calamidades, no por nuestros méritos, de los que no presumimos, sino sólo por la inmensa bondad de tu Corazón materno".
A ti, a tu Corazón Inmaculado, Nosotros, como Padre común de la gran familia cristiana, como Vicario de Aquel que ha recibido el poder en el cielo y en la tierra (Mt. 28,18), y de quien hemos recibido la solicitud de tantas almas redimidas con su sangre que pueblan el universo, - a ti, a tu Corazón Inmaculado, en esta hora trágica de la historia humana, encomendamos, confiamos y consagramos no sólo a la Santa Iglesia, el Corpus Mysticum de tu Jesús, que sufre y se desangra en tantas partes y de tantas maneras afligidas, sino también al mundo entero, desgarrado por violentas discordias, abrasado por el fuego del odio, víctima de sus propias iniquidades.
Que te conmueva la gran cantidad de ruinas materiales y morales; el dolor y la agonía de padres, madres, esposos, hermanos y hermanas, y de niños pequeños inocentes; el florecimiento de tantas vidas; la destrucción de tantos cuerpos en una carnicería horrenda; la tortura y la agonía de tantas almas en peligro de pérdida eterna.
¡Tú, Madre de la misericordia, implora la paz para nosotros de parte de Dios! Y primero esas gracias que en un momento pueden convertir los corazones humanos, ¡gracias que preparan, reconcilian y aseguran la paz! Reina de la paz, ruega por nosotros y da al mundo en guerra la paz que los pueblos anhelan, la paz en la verdad, en la justicia, en la caridad de Cristo. Dale la paz de las armas y de las almas, para que en la tranquilidad del orden se expanda el Reino de Dios. (...)

## Interpretaciones
El célebre mariólogo Gabriel Roschini calificó la consagración de 1942 como "el mayor honor que se pueda imaginar. Es la más alta manifestación del culto mariano" Él y otros ven la consagración como una nueva "vía mariana", ni colectivismo ni liberalismo ilimitado. La consagración a María por parte de Pío XII significa "que una era de la Iglesia" había comenzado: A través de María entendemos el destino sobrenatural de la humanidad y de cada ser humano.